# Übereinkommen zum Schutz der Hersteller von Tonträgern gegen die unerlaubte Vervielfältigung ihrer Tonträger
Die Vertragsstaaten des Übereinkommens zum Schutz der Hersteller von Tonträgern gegen die unerlaubte Vervielfältigung ihrer Tonträger schützen die Hersteller von Tonträgern, die Angehörige anderer Vertragsstaaten sind, gegen die unerlaubte Vervielfältigung (Art. 2 des Übereinkommens).